# 청암고등학교
청암고등학교는 경상북도 문경시 농암면에 있었던 사립 고등학교이다.

## 연혁[1]
- 1974년 4월 2일 : 개교
- 2007년 2월 28일 : 폐교

## 폐교 이후
폐교 이후, 청암고등학교 자리에는 대안학교인 해보라학교가 들어서 있다.